# Вікове дерево каштана
Вікове́ де́рево кашта́на — ботанічна пам'ятка природи місцевого значення в Україні. Об'єкт розташований на території Черкаського району Черкаської області, на центральній площі села Дубіївка. 
Площа 0,01 га. Статус отриманий згідно з рішенням ОВК від 27.06.1972 року № 367. Перебуває у віданні Дубіївської сільської ради.
Статус надано з метою збереження вікового дерева каштана віком понад 140 років.

## Галерея

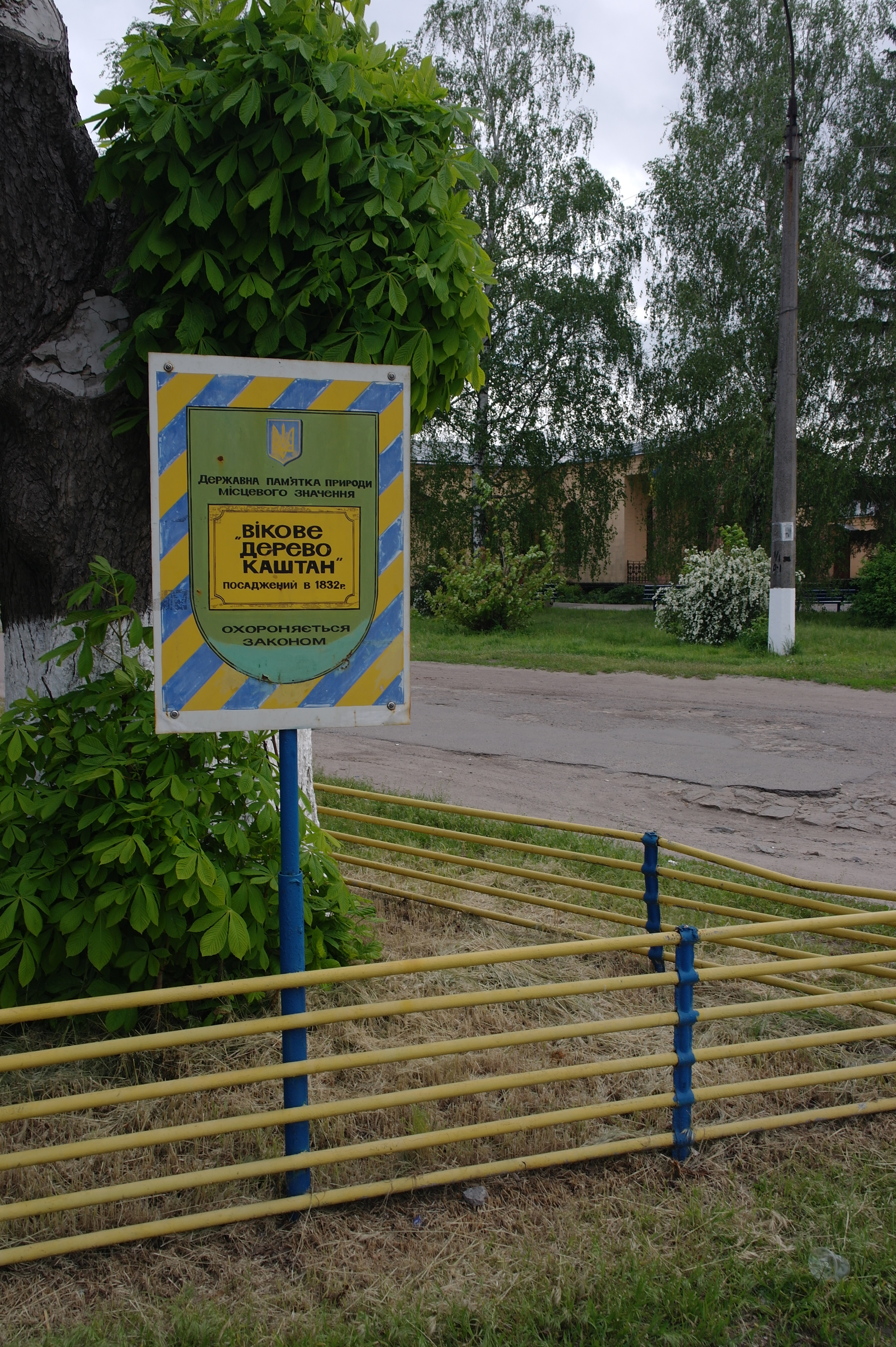
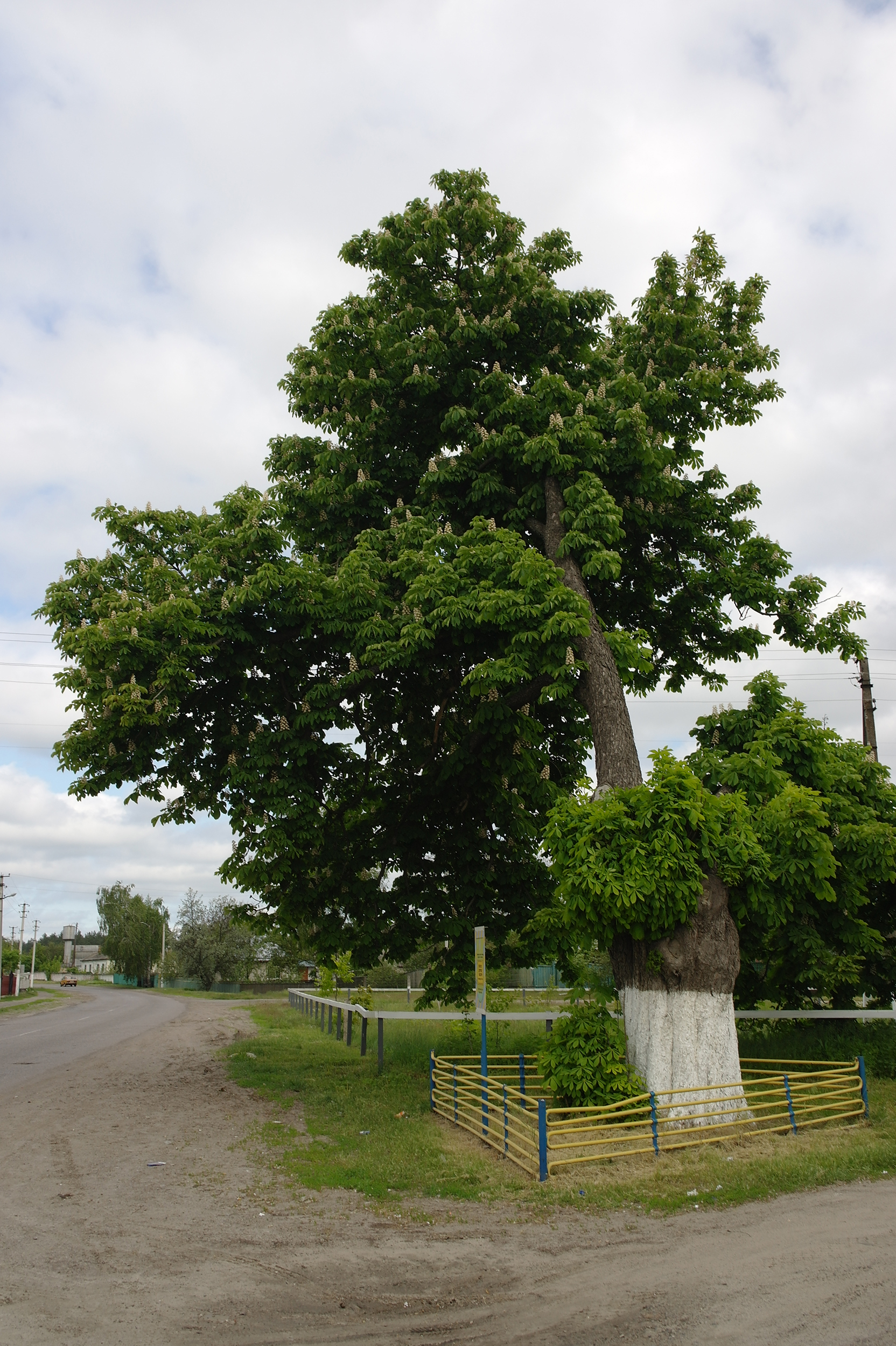
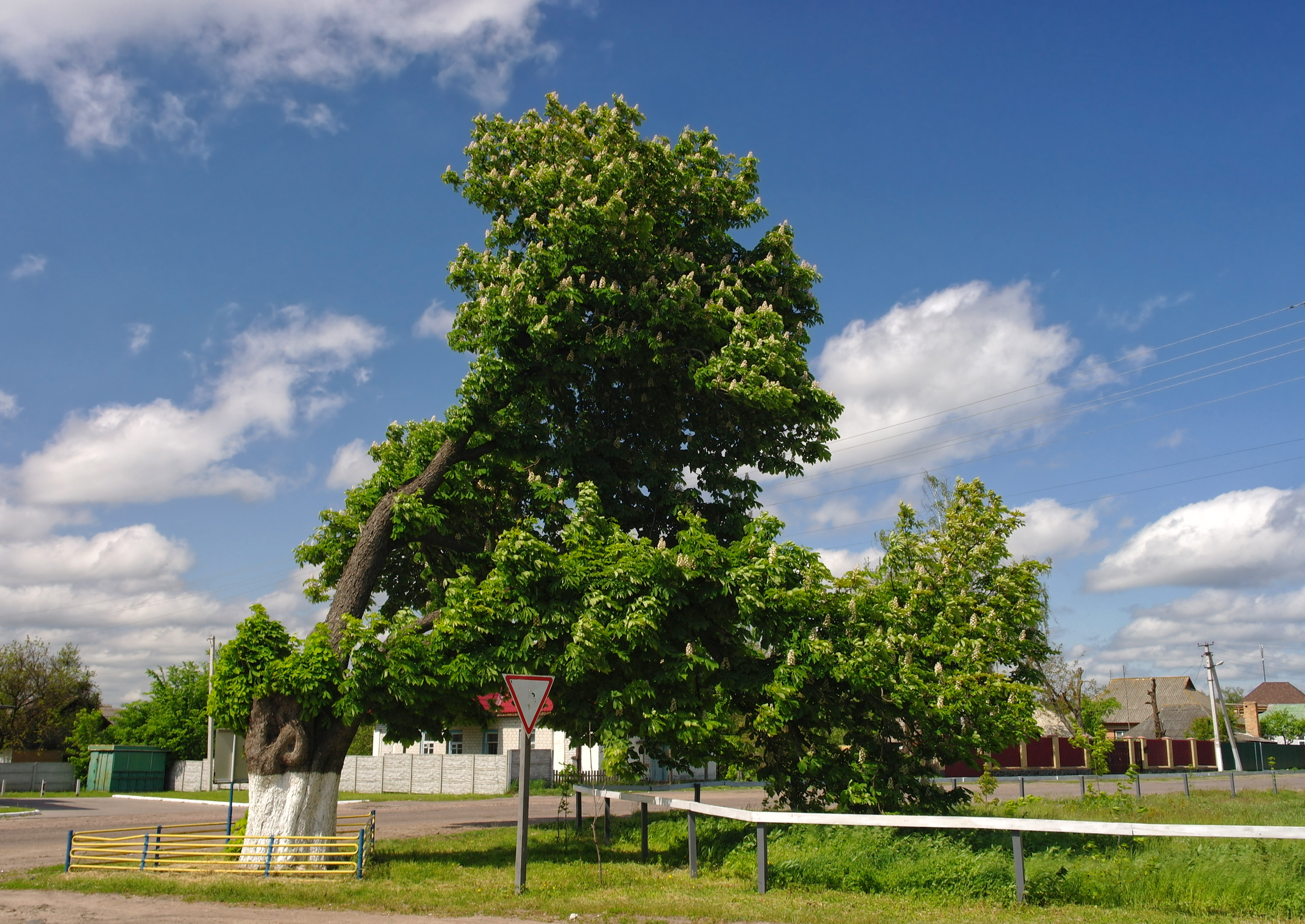
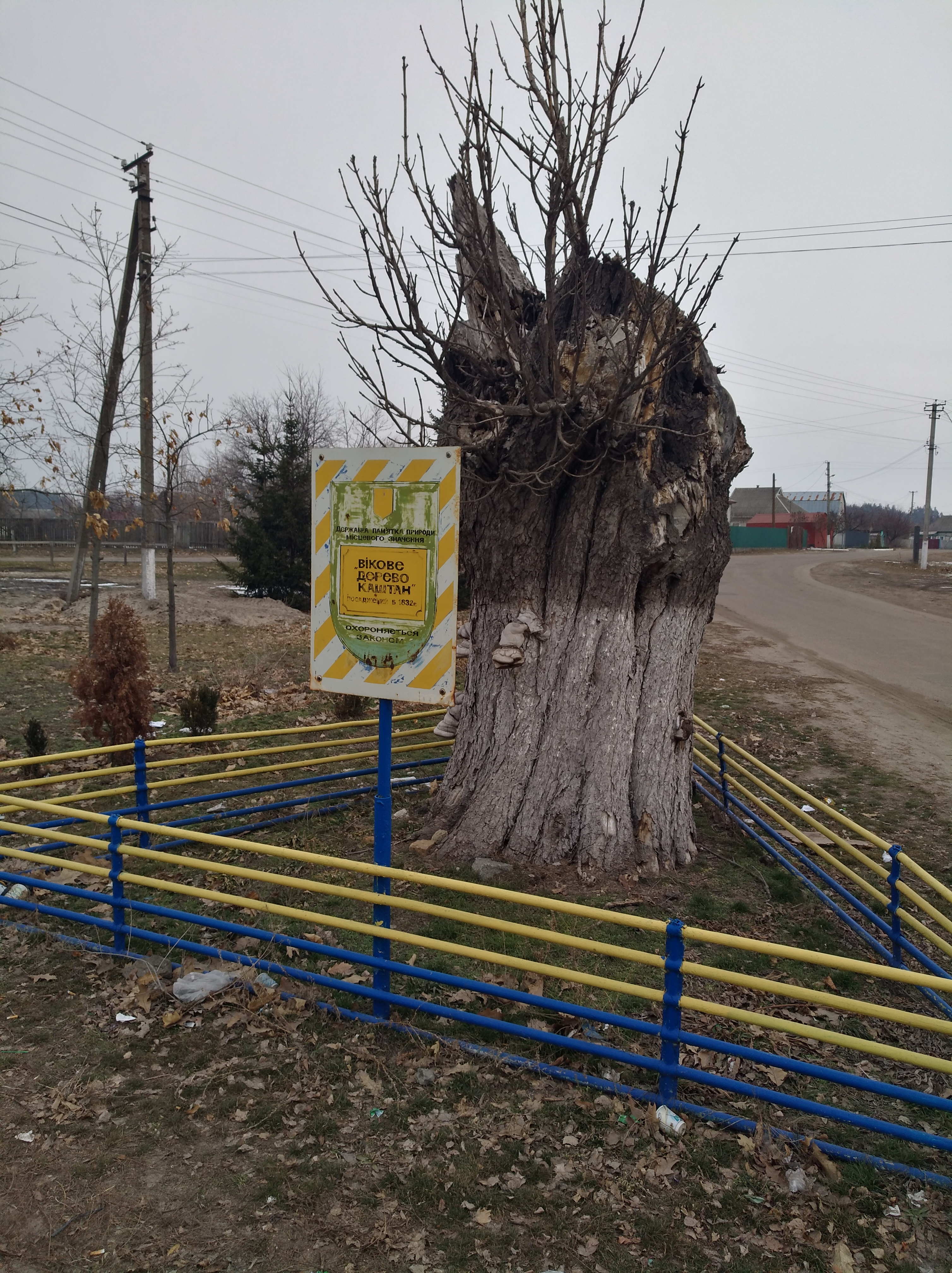